# اگزوسفر
اگزوسفر یا برون‌سپهر (به انگلیسی: Exosphere) بیرونی‌ترین لایه اتمسفر یا آخرین لایه پیش از فضای بیرون می‌باشد. برون‌سپهر پنجمین لایهٔ تشکیل‌دهندهٔ اتمسفر زمین است که از ارتفاع حدود ۵۰۰ کیلومتر آغاز شده و تا ده هزار کیلومتری زمین ادامه می‌یابد.
برون‌سپهر لایه‌گذار اتمسفر (هواسپهر) به فضای کیهانی به‌شمار می‌آید که بخش بالایی آن را در ارتفاع بیش از سه هزار کیلومتری از سطح زمین برآورد کرده‌اند. در برون‌سپهر گازهای سبک، مانند هیدروژن، امکان گریز از اتمسفر را پیدا می‌کنند. هوا در برون‌سپهر بسیار رقیق است و تفاوت چندانی با خلأ ندارد. تراکم ذرات در این لایه بسیار کم است. با افزایش ارتفاع دما زیاد می‌شود. افزایش دما در این لایه ناشی از فعالیت‌های خورشیدی می‌باشد. دما در این لایه به علت تابش‌های خورشیدی بسیار زیاد می‌باشد اما چون شمار ذرات در این لایه بسیار کم می‌باشد جابه‌جایی گرما بسیار بسیار کند صورت می‌گیرد. برای مثال اگر منطقه‌ای را در نظر بگیریم در بالای آن دما بسیار بالا در حالی که در پایین این منطقه دما بسیار پایین می‌باشد.
اگزوسفر به‌طور عمده از هیدروژن و مقداری هلیم و کربن دی‌اکسید و اکسیژن اتمی تشکیل شده است.
شرایط موجود در یون‌سپهر (یونوسفر) در این لایه نیز حاکم است؛ بدین معنی که گازها در این لایه همچنان قابلیت هدایت الکتریکی خود را حفظ می‌کنند. سرعت ذرات در این لایه بسیار زیاد است و در مواردی به ۲/۱۱ کیلومتر در ثانیه می‌رسد. در اینجا اتم‌های اکسیژن و هلیوم اتمسفر رقیقی را تشکیل می‌دهند. هلیوم خنثی و اتم‌های هیدروژن که دارای وزن‌های اتمی پایینی هستند می‌توانند فرار کنند. هیدروژن با تجزیه بخار آب و متان از نزدیکی مزوپاز (میان‌ایست) جایگزین می‌شود. در حالی که هلیوم به طریق عمل پرتوهای کیهانی در ازت و از شکستن عناصر پرتوزا در پوسته سطحی زمین به‌طور آرام ولی مداوم تولید می‌شود. در برون‌سپهر گرانش زمین نیروی چندانی ندارد.
میان این لایه و فضای بیرون، مرز روشنی وجود ندارد و بیشتر اوقات در بر گیرنده بخشی از فضای بیرون می‌شود، به این فضا ژئوکرونا (زمین‌تاج) می‌گویند.
در این لایه قمرهای (ماهواره‌های طبیعی) زیادی به دور زمین در حال چرخش می‌باشند. در این لایه ذرات بسیار دور از یکدیگر هستند به‌طوری‌که با سرعت صدها کیلومتر در حال حرکتند اما کمترین برخورد را با یکدیگر دارند حرکت بالستیکی ذرات در این لایه گاهی موجب بیرون شدن آن‌ها از اتمسفر زمین می‌شود.